# Иоасаф (Попов)
Епископ Иоасаф (в миру Пётр Дмитриевич Попов; 16 января 1874, село Ольховатка, Славяносербский уезд, Екатеринославская губерния — 1937) — епископ Русской православной церкви, деятель иосифлянского движения.

## Биография
Родился 16 января 1874 года в селе Ольховатка Славяносербского уезда Екатеринославской губернии в семье диакона.
Окончил Бахмутское духовное училище. В 1904 года окончил Екатеринославскую духовную семинарию.
Служил в сельских храмах Екатеринославской губернии: в 1904—1910 году — в Карнауховском хуторе Екатеринославского уезда, в 1910—1911 году — в селе Селидовка Бахмутского уезда, в 1911—1916 году — в селе Николаевка Павлоградского уезда.
В 1916—1920 годы — настоятель храма в Новомосковске.
В 1922—1923 года — настоятель Николаевского монастыря Самары в сане архимандрита.
В 1924 году в Харькове хиротонисан во епископа Бахмутского и Донецкого.
В 1925 году, когда рукополагавший его архиепископ Иоанникий (Соколовский) уклонился в Лубенский раскол, ушёл на покой.
Отрицательно отнёсся к «Декларации» митрополита Сергия (Страгородского) и впоследствии отошёл от него. С 1928 года — участник Иосифлянского движения.
С августа 1929 года окормлял иосифлянские приходы Воронежской епархии, а в 1930 году — и часть непоминающих Кубани и Украины (всего около 60 приходов).
Арестован 16 января 1931 года в Новомосковске по обвинению в «руководстве Украинскими филиалами ИПЦ».
По постановлению КОГПУ от 2 января 1932 года приговорён к 5 годам концлагеря. В заключении в Вишлаге (Красновишерск). По постановлению КОГПУ от 16 февраля 1933 года освобождён досрочно с лишением права проживания в 12 городах и прикреплением на оставшийся срок до 29 декабря 1935 года.
Вновь арестован, по постановлению ОСО КОГПУ от 17 марта 1935 года приговорён к 5 годам лагеря. Расстрелян в 1937 году.